# Commandant Teste
Commandant Teste byl nosič hydroplánů francouzského námořnictva z období druhé světové války. Ve službě byl od roku 1932. Roku 1942 byl potopen vlastní posádkou v Toulonu. Roku 1950 byl sešrotován.

## Stavba
Stavba velkého nosiče hydroplánů byla objednána v rámci programu pro rok 1926. Saa měla operovat s vlastními letouny a zároveň sloužit jako zdroj hydroplánů pro francouzské křižníky. Plavidlo postavila francouzská loděnice Forges et Chantiers de la Gironde v Bordeaux. Kýl byl založen 6. září 1927, na vodu bylo plavidlo spuštěno 12. dubna 1929 a do služby bylo přijato 18. dubna 1932.

## Konstrukce

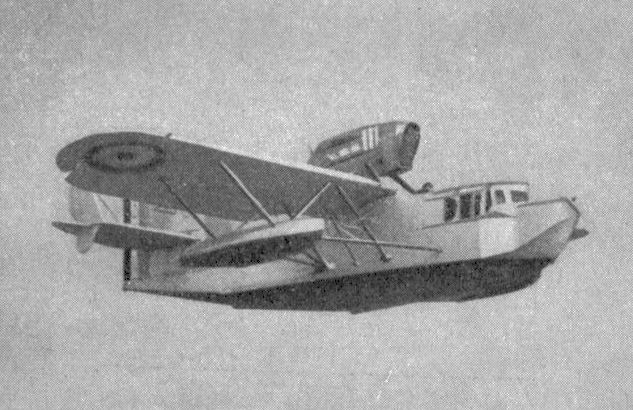
Průzkumný hydroplán Loire 130

Lehké pancéřování chránilo boky trupu a pohonný systém. Plavidlo bylo vybaveno dílnami pro údržbu a opravy přepravovaných letadel. Palubn hangár (o rozměrech 84×27×7 metrů) měl kapacitu 26 hydroplánů. Na počátku války to bylo čtrnáct průzkumných letounů Loire 130 a dvanáct bombardérů Latécoère 298. Letouny startovaly pomocí čtyř katapultů Penhoët a z mořské hladiny je po přistání vyzvedávalo pět jeřábů o nosnosti pět až dvanáct tun. Plavidlo bylo vyzbrojeno dvanácti 100mm kanóny, osmi 37mm kanóny a dvanácti 13,2mm kulomety. Pohonný systém tvořily čtyři kotle Yarrow-Loire a dvě převodové turbíny Schneider-Zoelly o výkonu 21 000 hp. Dva kotle spalovaly uhlí a dva naftu. Nejvyšší rychlost dosahovala 21,5 uzlu. Dosah byl 6000 námořních mil při rychlosti 10 uzlů.

## Služba
Po francouzské kapitulaci 22. června 1940 kotvil Commandant Teste na francouzské základně v Mers-el-Kébiru a zůstal podřízen Vichistické Francii. Během útoku na Mers-el-Kébir byl na rozdíl od ostatních velkých francouzských válečných lodí jen lehce poškozen. Loď se poté přesunula na hlavní základnu ve francouzském Toulonu. Commandant Teste zde byl dne 27. listopadu 1942 potopen vlastní posádkou. V květnu 1943 Italové loď vyzvedli, po italské kapitulaci získali Němci, ale 18. srpna 1944 ji znovu potopil spojenecký nálet. Po osvobození Toulonu ji Francouzi vyzvedli podruhé a zvažovaly přestavbu na rychlý transport, nebo cvičnou letadlovou loď. Oprava se neuskutečnila a plavidlo bylo využíváno jako plovoucí skladiště. Dne 5. května 1950 byla prodána do šrotu.